# Dalianraptor
Dalianraptor je rod prapovijesnih ptica koji je obitavao u Kini prije otprilike 120 milijuna godina, tijekom razdoblja rane krede. Imao je jednu vrstu, Dalianraptor cuhe. Ova ptica jako je slična malo suvremenijoj, koja je živjela u mezozoiku i zove se Jeholornis, iako je imala dulje prste i kraće prednje udove, što sugerira na to da je možda mogla letjeti. Postizala je dužinu od oko 80 centimetara. Fosili su joj pronađeni u Jiufotang tvorevinama stijena u pokrajini Liaoning.